# 伊比利亚-美洲国家组织
伊比利亚-美洲国家组织（西班牙語：：葡萄牙語：；缩写：OEI），正式名称成为伊比利亚美洲国家教育、科学和文化组织，是一个政府间的国际组织。OEI的成员由伊比利亚美洲和伊比利亚半岛的所有主权国家以及赤道几内亚组成。 除安道尔外，所有成员都是葡萄牙语和西班牙语国家，安道尔使用加泰罗尼亚语。但该组织并未包括世界上所有的伊比利亚国家。

## 历史
OEI成立于1949年，是拉丁美洲教育办公室的国际机构，是马德里首届拉丁美洲教育大会的成果。1954年，第二次代表大会在基多举行，决定OEI将成为主权国家的政府间组织。1957年3月15日，在圣多明各的第三届教育大会上，OEI的第一部法规于1985年生效。
1979年，第四次代表大会在马德里举行；1983年第五次代表大会在利马举行。1985年5月，在波哥大召开了一次特别会议，决定将OEI的名称改为现在的名称（保留其首字母缩略词并扩展其目标）；拉丁美洲教育大会成为大会。在1985年12月在巴拿马举行的指令委员会会议上，其成员同意了OEI的现行章程，取代了1957年的案文并批准了该组织的规定。自瓜达拉哈拉 1991年伊比利亚-美洲高峰会以来，OEI推动了教育部长会议和执行授权的教育，科学和文化计划。

## 目标
OEI的目的是促进其成员国之间的政府间合作，主要是在教育，科学，技术和艺术领域。其总秘书处设在马德里。 OEI运营和计划的融资来自成员国政府和私人文化教育机构和基金会的强制性配额和自愿捐款。
- 促进伊比利亚 - 美洲人民之间的知识，相互理解，融合，团结与和平的强化，并传播教育，科学，技术和文化
- 通过让人们为维护自由，团结和人权做准备，鼓励发展和平教育和文化，支持使这些成为可能的变革
- 在欧洲和伊比利亚 - 美洲之间交流经济，政治和文化影响方面进行合作
- 与其成员合作，确保他们的教育系统富有同情心，民主（社会公平）和富有成效，为工作生活做准备
- 合作传播共同文化，尊重其成员国的独特性，鼓励全球科技进步，同时保持文化认同
- 促进伊比利亚 - 美洲国家的科学，技术和社会之间的关系以及公民对其影响的理解
- 促进文化，技术和科学概念的传播
- 促进成员国之间以及各州与其他区域机构之间的横向合作
- 促进西班牙语和葡萄牙语的传播，鼓励双语教育，同时保持多语种文化的伊比利亚 - 美洲社区的多元文化特征

## 组织架构
OEI由三个机构组成：大会，指令委员会和总秘书处。

### 大会
大会是该组织的最高权力机构，由成员国的代表（或代表团）组成。 它的职能是制定OEI的政策，评估和批准组织的活动计划，规划全球预算，决定年度会费并选择秘书长。

### 指令委员会
指令委员会由大会授权控制OEI的政府和行政管理。 由成员国的教育部长（或其代表）组成，由下一次大会会议的国家教育部长管理。 其主要职能是分析和批准活动，规划两年期预算和发表OEI财务报表的报告。

### 总秘书处
总秘书处由大会授权决定OEI的执行主任，代表政府，国际组织和其他机构。 它负责指导，管理和执行组织的计划和项目。 总秘书处具有灵活的内部结构，可根据政策，战略和活动计划进行调整。

## 成员国

伊比利亚-美洲国家组织成员

伊比利亚-美洲国家组织有以下23个成员国:
- 安道尔
- 阿根廷
- 玻利维亚
- 巴西
- 智利
- 哥伦比亚
- 古巴
- 薩爾瓦多
- 赤道几内亚
- 墨西哥
- 尼加拉瓜
- 巴拿马
- 巴拉圭
- 秘魯
- 葡萄牙
- 西班牙
- 乌拉圭
- 委內瑞拉